# Mansueto de Castro Serafini Filho
Mansueto de Castro Serafini Filho (Caxias do Sul, 7 de janeiro de 1939) é um advogado, político e jornalista brasileiro, vereador e duas vezes prefeito de Caxias do Sul.
É filho de Mansueto Serafini, engenheiro civil com atuação no DAER, e Ivone de Castro. Formado em Direito pela UCS, jornalista, fundador de três semanários e colaborador em vários outros. Iniciou a vida política em 1964 como vereador pelo PTB, depois conquistando a vice-prefeitura na gestão de Victorio Trez (1969/1972), e por fim a prefeitura em dois períodos (1977/1982 e 1989/1992). Governou de fato um total de dez anos, pois seu primeiro mandato, ainda no tempo da ditadura militar, à qual fez oposição, foi prorrogado em dois anos. Foi considerado um administrador eficiente e popular.
Entre suas ações como prefeito, estão : o início da coleta seletiva de lixo; a criação do aterro sanitário; a criação da Feira do Produtor; a construção da Casa da Cultura e da Avenida Perimetral Norte; a instalação de 228 novas salas de aula, dobrando o número de estudantes na rede municipal; a promoção da habitação popular; e principalmente a criação do Sistema Faxinal, um complexo para abastecimento de água formado por uma represa de 33 bilhôes de litros de água, estação de tratamento cm capacidade para 1,1 mil litros por segundo e adutoras de distribuição. Construída com recursos da prefeitura, a obra solucionou a crise no abastecimento de água na cidade. Também impediu que a Festa da Uva fosse privatizada, numa fase de crise econômica, conseguindo também que o controle acionário, então do Governo do Estado, fosse devolvido ao Município.